# 小行星列表/115501-115600
| 名稱                     | 臨時編號  | 發現日期       | 發現地點   | 發現者                         |
| ------------------------ | --------- | -------------- | ---------- | ------------------------------ |
| 小行星115501             | 2003 UV27 | 2003年10月22日 | 图森       | R. A. Tucker                   |
| 小行星115502             | 2003 UX27 | 2003年10月22日 | 图森       | R. A. Tucker                   |
| 小行星115503             | 2003 UP28 | 2003年10月19日 | 基特峰     | 太空监视                       |
| 小行星115504             | 2003 UH29 | 2003年10月23日 | Kvistaberg | 烏普薩拉－DLR小行星巡天        |
| 小行星115505             | 2003 UD32 | 2003年10月16日 | 基特峰     | 太空监视                       |
| 小行星115506             | 2003 UC35 | 2003年10月16日 | 可可尼诺县 | 洛厄尔天文台近地小行星搜寻计划 |
| 小行星115507             | 2003 UK35 | 2003年10月16日 | 帕洛马山   | 近地小行星追踪                 |
| 小行星115508             | 2003 UU35 | 2003年10月16日 | 帕洛马山   | 近地小行星追踪                 |
| 小行星115509             | 2003 UV35 | 2003年10月16日 | 帕洛马山   | 近地小行星追踪                 |
| 小行星115510             | 2003 UX35 | 2003年10月16日 | 帕洛马山   | 近地小行星追踪                 |
| 小行星115511             | 2003 UZ35 | 2003年10月16日 | 可可尼诺县 | 洛厄尔天文台近地小行星搜寻计划 |
| 小行星115512             | 2003 UB36 | 2003年10月16日 | 帕洛马山   | 近地小行星追踪                 |
| 小行星115513             | 2003 UE36 | 2003年10月16日 | 帕洛马山   | 近地小行星追踪                 |
| 小行星115514             | 2003 UL36 | 2003年10月16日 | 帕洛马山   | 近地小行星追踪                 |
| 小行星115515             | 2003 UU36 | 2003年10月16日 | 帕洛马山   | 近地小行星追踪                 |
| 小行星115516             | 2003 UF37 | 2003年10月16日 | 帕洛马山   | 近地小行星追踪                 |
| 小行星115517             | 2003 UL37 | 2003年10月16日 | 伊德里亚   | Črni Vrh                       |
| 小行星115518             | 2003 UM37 | 2003年10月16日 | 伊德里亚   | Črni Vrh                       |
| 小行星115519             | 2003 UN37 | 2003年10月16日 | 伊德里亚   | Črni Vrh                       |
| 小行星115520             | 2003 UO37 | 2003年10月17日 | 伊德里亚   | Črni Vrh                       |
| 小行星115521             | 2003 UL38 | 2003年10月17日 | 基特峰     | 太空监视                       |
| 小行星115522             | 2003 UW39 | 2003年10月16日 | 基特峰     | 太空监视                       |
| 小行星115523             | 2003 UC41 | 2003年10月16日 | 可可尼诺县 | 洛厄尔天文台近地小行星搜寻计划 |
| 小行星115524             | 2003 UD47 | 2003年10月21日 | 图森       | R. A. Tucker                   |
| 小行星115525             | 2003 UF47 | 2003年10月16日 | 图森       | R. A. Tucker                   |
| 小行星115526             | 2003 UL47 | 2003年10月20日 | 图森       | R. A. Tucker                   |
| 小行星115527             | 2003 UF48 | 2003年10月16日 | 可可尼诺县 | 洛厄尔天文台近地小行星搜寻计划 |
| 小行星115528             | 2003 UZ48 | 2003年10月16日 | 可可尼诺县 | 洛厄尔天文台近地小行星搜寻计划 |
| 小行星115529             | 2003 UG49 | 2003年10月16日 | 可可尼诺县 | 洛厄尔天文台近地小行星搜寻计划 |
| 小行星115530             | 2003 UH49 | 2003年10月16日 | 可可尼诺县 | 洛厄尔天文台近地小行星搜寻计划 |
| 小行星115531             | 2003 UE52 | 2003年10月18日 | 帕洛马山   | 近地小行星追踪                 |
| 小行星115532             | 2003 UP52 | 2003年10月18日 | 帕洛马山   | 近地小行星追踪                 |
| 小行星115533             | 2003 UG53 | 2003年10月18日 | 帕洛马山   | 近地小行星追踪                 |
| 小行星115534             | 2003 UZ53 | 2003年10月18日 | 帕洛马山   | 近地小行星追踪                 |
| 小行星115535             | 2003 UW54 | 2003年10月18日 | 帕洛马山   | 近地小行星追踪                 |
| 小行星115536             | 2003 UZ54 | 2003年10月18日 | 帕洛马山   | 近地小行星追踪                 |
| 小行星115537             | 2003 UX56 | 2003年10月23日 | 基特峰     | 太空监视                       |
| 小行星115538             | 2003 UO58 | 2003年10月16日 | 基特峰     | 太空监视                       |
| 小行星115539             | 2003 UZ60 | 2003年10月16日 | 帕洛马山   | 近地小行星追踪                 |
| 小行星115540             | 2003 UP61 | 2003年10月16日 | 可可尼诺县 | 洛厄尔天文台近地小行星搜寻计划 |
| 小行星115541             | 2003 UY62 | 2003年10月16日 | 帕洛马山   | 近地小行星追踪                 |
| 小行星115542             | 2003 UZ63 | 2003年10月16日 | 可可尼诺县 | 洛厄尔天文台近地小行星搜寻计划 |
| 小行星115543             | 2003 UG64 | 2003年10月16日 | 可可尼诺县 | 洛厄尔天文台近地小行星搜寻计划 |
| 小行星115544             | 2003 UP64 | 2003年10月16日 | 可可尼诺县 | 洛厄尔天文台近地小行星搜寻计划 |
| 小行星115545             | 2003 UW64 | 2003年10月16日 | 可可尼诺县 | 洛厄尔天文台近地小行星搜寻计划 |
| 小行星115546             | 2003 UH65 | 2003年10月16日 | 帕洛马山   | 近地小行星追踪                 |
| 小行星115547             | 2003 UV65 | 2003年10月16日 | 帕洛马山   | 近地小行星追踪                 |
| 小行星115548             | 2003 UB66 | 2003年10月16日 | 帕洛马山   | 近地小行星追踪                 |
| 小行星115549             | 2003 UE66 | 2003年10月16日 | 帕洛马山   | 近地小行星追踪                 |
| 小行星115550             | 2003 UG66 | 2003年10月16日 | 帕洛马山   | 近地小行星追踪                 |
| 小行星115551             | 2003 UB71 | 2003年10月18日 | 基特峰     | 太空监视                       |
| 小行星115552             | 2003 UE71 | 2003年10月18日 | 基特峰     | 太空监视                       |
| 小行星115553             | 2003 UB73 | 2003年10月19日 | 基特峰     | 太空监视                       |
| 小行星115554             | 2003 UL74 | 2003年10月16日 | 伊德里亚   | Črni Vrh                       |
| 小行星115555             | 2003 UQ75 | 2003年10月17日 | 基特峰     | 太空监视                       |
| 小行星115556             | 2003 UN77 | 2003年10月17日 | 可可尼诺县 | 洛厄尔天文台近地小行星搜寻计划 |
| 小行星115557             | 2003 UT77 | 2003年10月17日 | 基特峰     | 太空监视                       |
| 小行星115558             | 2003 UD78 | 2003年10月17日 | 可可尼诺县 | 洛厄尔天文台近地小行星搜寻计划 |
| 小行星115559             | 2003 UK78 | 2003年10月17日 | 可可尼诺县 | 洛厄尔天文台近地小行星搜寻计划 |
| 小行星115560             | 2003 UB79 | 2003年10月18日 | 海勒卡拉   | 近地小行星追踪                 |
| 小行星115561Frankherbert | 2003 UF80 | 2003年10月20日 | Needville  | W. G. Dillon、D. Wells         |
| 小行星115562             | 2003 UR80 | 2003年10月16日 | 基特峰     | 太空监视                       |
| 小行星115563             | 2003 UU80 | 2003年10月16日 | 可可尼诺县 | 洛厄尔天文台近地小行星搜寻计划 |
| 小行星115564             | 2003 UC81 | 2003年10月16日 | 可可尼诺县 | 洛厄尔天文台近地小行星搜寻计划 |
| 小行星115565             | 2003 UL81 | 2003年10月16日 | 海勒卡拉   | 近地小行星追踪                 |
| 小行星115566             | 2003 UB82 | 2003年10月18日 | 海勒卡拉   | 近地小行星追踪                 |
| 小行星115567             | 2003 UY82 | 2003年10月19日 | 帕洛马山   | 近地小行星追踪                 |
| 小行星115568             | 2003 UZ82 | 2003年10月19日 | 海勒卡拉   | 近地小行星追踪                 |
| 小行星115569             | 2003 UR84 | 2003年10月18日 | 基特峰     | 太空监视                       |
| 小行星115570             | 2003 UT84 | 2003年10月18日 | 基特峰     | 太空监视                       |
| 小行星115571             | 2003 UU85 | 2003年10月18日 | 海勒卡拉   | 近地小行星追踪                 |
| 小行星115572             | 2003 UY85 | 2003年10月18日 | 帕洛马山   | 近地小行星追踪                 |
| 小行星115573             | 2003 UE86 | 2003年10月18日 | 帕洛马山   | 近地小行星追踪                 |
| 小行星115574             | 2003 UF86 | 2003年10月18日 | 帕洛马山   | 近地小行星追踪                 |
| 小行星115575             | 2003 UK86 | 2003年10月18日 | 帕洛马山   | 近地小行星追踪                 |
| 小行星115576             | 2003 UM88 | 2003年10月19日 | 可可尼诺县 | 洛厄尔天文台近地小行星搜寻计划 |
| 小行星115577             | 2003 UO88 | 2003年10月19日 | 可可尼诺县 | 洛厄尔天文台近地小行星搜寻计划 |
| 小行星115578             | 2003 UB89 | 2003年10月19日 | 可可尼诺县 | 洛厄尔天文台近地小行星搜寻计划 |
| 小行星115579             | 2003 UN90 | 2003年10月20日 | 索科罗     | 林肯近地小行星研究小组         |
| 小行星115580             | 2003 UX90 | 2003年10月20日 | 索科罗     | 林肯近地小行星研究小组         |
| 小行星115581             | 2003 UD91 | 2003年10月20日 | 索科罗     | 林肯近地小行星研究小组         |
| 小行星115582             | 2003 UT92 | 2003年10月20日 | 帕洛马山   | 近地小行星追踪                 |
| 小行星115583             | 2003 UM93 | 2003年10月17日 | 基特峰     | 太空监视                       |
| 小行星115584             | 2003 UE95 | 2003年10月18日 | 海勒卡拉   | 近地小行星追踪                 |
| 小行星115585             | 2003 UT95 | 2003年10月18日 | 海勒卡拉   | 近地小行星追踪                 |
| 小行星115586             | 2003 UF96 | 2003年10月18日 | 基特峰     | 太空监视                       |
| 小行星115587             | 2003 UY96 | 2003年10月19日 | 基特峰     | 太空监视                       |
| 小行星115588             | 2003 UZ96 | 2003年10月19日 | 基特峰     | 太空监视                       |
| 小行星115589             | 2003 UG97 | 2003年10月19日 | 基特峰     | 太空监视                       |
| 小行星115590             | 2003 UL97 | 2003年10月19日 | 基特峰     | 太空监视                       |
| 小行星115591             | 2003 UG98 | 2003年10月19日 | 可可尼诺县 | 洛厄尔天文台近地小行星搜寻计划 |
| 小行星115592             | 2003 UL98 | 2003年10月19日 | 可可尼诺县 | 洛厄尔天文台近地小行星搜寻计划 |
| 小行星115593             | 2003 UV98 | 2003年10月19日 | 可可尼诺县 | 洛厄尔天文台近地小行星搜寻计划 |
| 小行星115594             | 2003 UX98 | 2003年10月19日 | 可可尼诺县 | 洛厄尔天文台近地小行星搜寻计划 |
| 小行星115595             | 2003 UZ98 | 2003年10月19日 | 可可尼诺县 | 洛厄尔天文台近地小行星搜寻计划 |
| 小行星115596             | 2003 UC99 | 2003年10月19日 | 可可尼诺县 | 洛厄尔天文台近地小行星搜寻计划 |
| 小行星115597             | 2003 UF99 | 2003年10月19日 | 可可尼诺县 | 洛厄尔天文台近地小行星搜寻计划 |
| 小行星115598             | 2003 UH99 | 2003年10月19日 | 可可尼诺县 | 洛厄尔天文台近地小行星搜寻计划 |
| 小行星115599             | 2003 UJ99 | 2003年10月19日 | 可可尼诺县 | 洛厄尔天文台近地小行星搜寻计划 |
| 小行星115600             | 2003 UR99 | 2003年10月19日 | 基特峰     | 太空监视                       |